# Greve De la Gardies komedianter

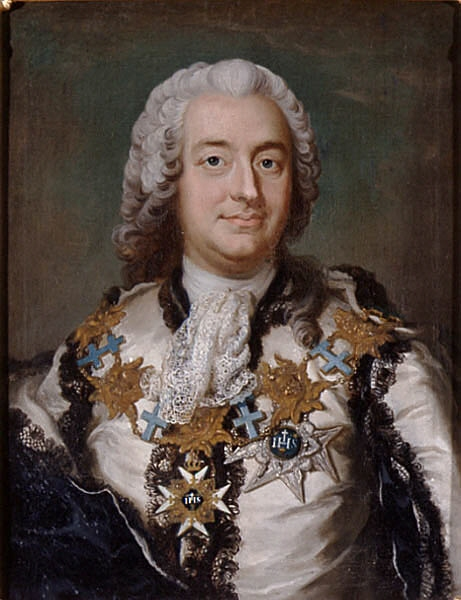
Anders Johan von Höpken

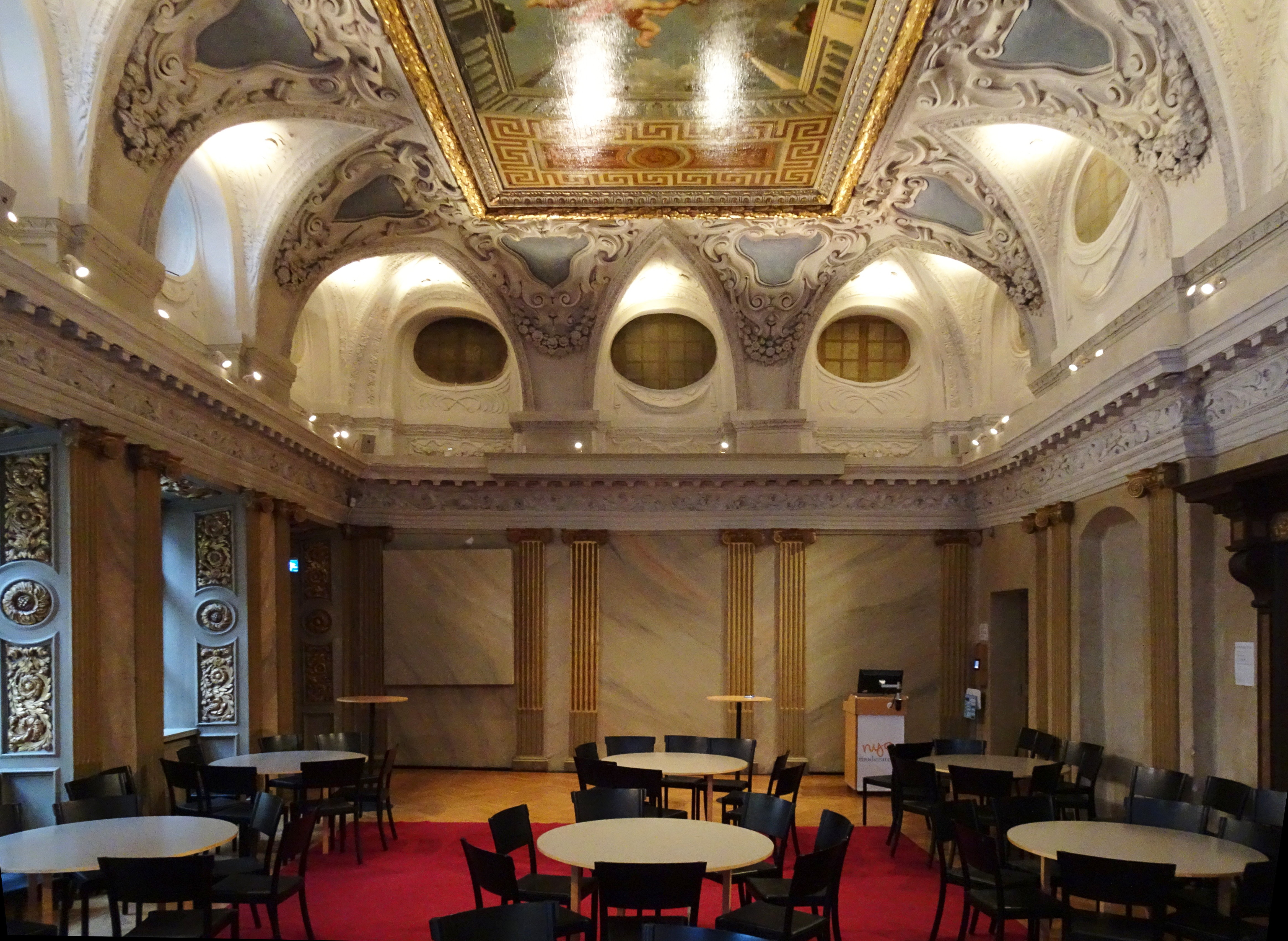
Schönfeldtska salen i Torstenssonska huset.

Greve De la Gardies komedianter eller Gref De la Gardies comedianter, var ett svenskt teatersällskap, som cirka 1734-1737 var aktiva i Stockholm. Det var ett amatörteatersällskap bestående av amatörer ur adeln. Namnet ska ha varit det namn som gavs dem av allmänheten, men det är under det namnet sällskapet blivit känt i historien. De spelade en viktig roll i svensk teaterhistoria, då de ska ha väckt det intresse för svensk scenkonst som gjorde det möjligt att år 1737 grunda den första svenska teatern, Kungliga Svenska Skådeplatsen.

## Bakgrund
Sedan det efter stora nordiska krigets slut 1721 återigen hade blivit möjligt för utländska teatersällskap att besöka Stockholm, väcktes ett stort intresse för teater i Sverige, där det ännu inte fanns någon inhemsk teater.
Från myndigheternas håll ansågs teater potentiellt ha en positiv pedagogisk funktion för allmänhetens moral, och man beklagade därför att Sverige var beroende av dyra utländska teatersällskap, där publiken på grund av språket inte alltid kunde förstå några moraliska budskap. Många pjäser översattes vid denna tid till svenska, bland annat av Karl Gyllenborg, Anders Nicander och Magnus Lagerström, men det fanns ingen svensk teater som kunde uppföra dem.
Teatersällskapet ska ha bildats av Anders Johan von Höpken, som efter sin hemkomst från Frankrike 1734 tog initiativ till en mer organiserad amatörteaterverksamhet. De kom att kallas "Greve De la Gardies komedianter" på grund av det intresse de fick från sin främsta gynnare greve Magnus Julius De la Gardie och familjen De la Gardie, som var känd för sitt teaterintresse.

## Verksamhet
Syftet var förutom ren underhållning att förfina seder och smak genom pjäsens budskap samt "utöfva och förvärfva sig en anständig frihet, både i talande inför en stor myckenhet och i andra exercitier, som de kunde af sina informatorer lärt hafva, men dock icke ännu med den dristighet, som erfordrades, kunde sig af betjena och i verket, ställa."
Ursprungligen uppförde sällskapet enbart franska pjäser. De framträdde då i Torstenssonska huset, även kallat Lefebureska huset (senare Jernkontoret) vid Stora Nygatan i Stockholm. Vid drottning Ulrika Eleonoras födelsedag 23 januari 1734 uppförde sällskapet den franska pjäsen Les folies amoureuses, något som av allt att döma tycks ha betraktats som en stor händelse.
Sällskapet ska sedan ha utvidgat sin verksamhet under Christian von Olthoffs ledning. Pjäserna gavs initialt endast för inbjudna, men bevistades sedan av hovet och ska slutligen till åtminstone viss del ha öppnats för allmänheten. Teatern uppförde då svenska pjäser omväxlande med franska: de tycks ofta ha varit franska pjäser översatta till svenska.
Informationen om sällskapet och dess verksamhet är ofullständig. Uppgiften om vad som egentligen menas med att de framträdde inför allmänheten är omtvistad. Det kan ha varit frågan om framträdanden inför enbart medlemmar av societeten.
Aktörerna bestod av unga adliga amatörer, uppenbarligen av båda könen. Generalmajor Fredrik Ulrik Wrangel och Brita Sophia De la Gardie nämns bland dess medlemmar.

## Eftermäle
Sällskapets verksamhet uppges ha spelat en viktig roll för att väcka intresse för idén att grunda en inhemsk svenskspråkig nationalscen, och som gjorde att Kungliga Svenska Skådeplatsen kunde grundas år 1737 med ekonomiskt stöd från många av de som hade uppskattat den verksamhet som hade bedrivits av Greve De la Gardie komedianter. C. von Olthoff kom sedan att ingå i förvaltningen av Kungliga Svenska Skådeplatsen. 
Enligt Gustaf Johan Ehrensvärd under 1770-talet: "Flere af dem som nu lefva och de ypperste embeten bekläda voro bland detta sällskap. de läto icke afskräcka sig att pöbeln kallade dem Gref De la Gardies comedianter, de fullföljde sina nöjen, uppodlade sin smak, vunno en belefvenhet och artighet som desse nöjen gifva, hvilket, ehuru det misshagade den gamle svenske butterheten, gjorde det dock af dem glada, roliga och samhällslika menniskor."